# بني ميمون (عين الصفا)
بني ميمون هي قبيلة الأمازيغية إحدى مشيخات المملكة المغربية، تتبع جغرافيا لعمالة وجدة أنكاد وإداريًا لعين الصفا. يقدر عدد سكانها بـ 1108 نسمة حسب الإحصاء الرسمي للسكان والسكنى لسنة 2004.